# Петър Ангелов (политик)
Петър Ангелов е български политик, народен представител в XLII народно събрание.

## Биография
Петър Ангелов е роден на 4 ноември 1977 г. в град София. През 2008 г. завършва Софийски университет „Св. Климент Охридски“, специалност „Социални дейности“. 2016 г. придобива магистърска степен по специалност „Стопанско управление“ в Великотърновски университет „Св. св. Кирил и Методий“.

### Политическа кариера
На местните избори 2007 г. е издигнат за кандидат за кмет на район „Люлин“ от „Инициативен комитет Петър Симеонов Ангелов“. През 2008 г. Петър Ангелов, заедно с Андрей Георгиев, създават гражданско сдружение „За Люлин“. Същата година, отново с Андрей Георгиев издават вестник „Люлин“. От 2008 г. Ангелов е вицепрезидент на ФК „ЛЮЛИН“.
През 2009 г. на частични местни избори в район Илинден (столична община) е независим кандидат за кмет. През 2011 г. е избран да председател на партия „За хората от народа“. През 2011 г. партия „За хората от народа“ взима участие в президентските избори като издига Павел Чернев за кандидат за президент и Анелия Делчева като кандидат за вицепрезидент. През 2013 г. Ангелов е издигнат за кандидат за народен представител в 25-и МИР от гражданската квота на „Движение за права и свободи“. От 21.05.2013 г. до 05.08.2014 г. е народен представител в XLII народно събрание в парламентарната група на ДПС в кабинета „Орешарски“. През 2015 г. „Движение за права и свободи“ издига Петър Ангелов за кандидат за кмет на район „Люлин“.